# Alemanha Oriental 1-0 Alemanha Ocidental (Copa do Mundo de 1974)
Uma Luta entre Irmãos tem sido usado para descrever o jogo da Copa do Mundo de 1974, último jogo do Grupo 1, primeira fase, em 22 de junho de 1974, no estádio Volksparkstadion, Hamburgo, quando a Alemanha Ocidental jogou contra a Alemanha Oriental pela única vez em nível internacional durante o período de 41 anos em que o país esteve dividido entre o Ocidente capitalista e o Oriente comunista. A Alemanha Oriental venceu por 1 a 0 com um golo de Sparwasser aos 77 minutos.

## Cenário Pré-Jogo
Naqueles tempos de tensões da Guerra Fria, sintetizadas pela cicatriz de arame farpado e concreto que atravessava a antiga capital do país, especialmente nos últimos anos, o futebol agiu como uma ponte para muitos no setor oriental. Sempre que uma equipe do outro lado da divisão visitava um país do Bloco de Leste para um jogo europeu, havia um clamor coletivo por bilhetes. Esse dificilmente era o tipo de movimento coletivista desejado pelas autoridades do Oriente.
Mesmo na década de 1950, não era incomum que clubes de ambos os lados da divisão jogassem amistosos. Era uma maneira de manter algum contato. De fato, no que quase significou um playoff para toda a Alemanha em 1956, o Kaiserslautern, que foi campeão da Alemanha Ocidental em 1951 e 1953, também terminando como vice-campeão nos dois anos seguintes, jogou contra o Wismut Karl-Marx-Stadt, os campeões da Alemanha Oriental. O jogo, disputado no Zentralstadion, em Leipzig, atraiu enorme interesse, com mais de meio milhão de pedidos de bilhetes, superando a oferta muitas vezes. As pessoas que tiveram a sorte de poder assistir viram a equipa do oeste triunfar por 5-3.
Em todos os jogos entre clubes do Leste e do Oeste, geralmente os últimos venciam sempre com muitos golos marcados. As autoridades no primeiro caso, sem dúvida, gostariam de festejar o triunfo como sendo o sucesso do sistema comunista sobre o Ocidente capitalista corrupto, mas a realidade era que as equipes da RDA eram geralmente um pouco mais fracas.
Com o aumento da Guerra Fria na década de 1960, a oportunidade de atuar nesses jogos diminuiu. Pelo menos as equipes do leste não estavam mais perdendo, mas quando o sorteio da final da Copa do Mundo de 1974 foi realizado, o acaso - ou o destino, dependendo da sua preferência - ofereceu uma oportunidade para as equipes nacionais jogarem entre elas. Agora era mais do que mero orgulho de clube em jogo. Se a equipe da Alemanha Oriental prevalecesse, seria um momento para usar o resultado como um grande golpe e uma vitória significativa para o sistema socialista.
| Classificação do Grupo 1                            | Classificação do Grupo 1 | Classificação do Grupo 1 | Classificação do Grupo 1 | Classificação do Grupo 1 | Classificação do Grupo 1 | Classificação do Grupo 1 | Classificação do Grupo 1 | Classificação do Grupo 1 | Classificação do Grupo 1 |
| Pos                                                 | Seleção                  | Pts                      | J                        | V                        | E                        | D                        | GP                       | GC                       | SG                       |
| --------------------------------------------------- | ------------------------ | ------------------------ | ------------------------ | ------------------------ | ------------------------ | ------------------------ | ------------------------ | ------------------------ | ------------------------ |
| 1                                                   | Alemanha Ocidental       | 4                        | 2                        | 2                        | 0                        | 0                        | 4                        | 0                        | +4                       |
| 2                                                   | Alemanha Oriental        | 3                        | 2                        | 1                        | 1                        | 0                        | 3                        | 1                        | +2                       |
| 3                                                   | Chile                    | 1                        | 2                        | 0                        | 1                        | 1                        | 1                        | 2                        | -1                       |
| 4                                                   | Austrália                | 0                        | 2                        | 0                        | 0                        | 2                        | 0                        | 5                        | -5                       |
| *Notas: 2 pontos para o vencedor e 1 para o empate. |                          |                          |                          |                          |                          |                          |                          |                          |                          |

| Resultados do Grupo 1 | Resultados do Grupo 1 | Resultados do Grupo 1 | Resultados do Grupo 1 |
| --------------------- | --------------------- | --------------------- | --------------------- |
| 14 de junho           | Alemanha Ocidental    | 1 – 0                 | Chile                 |
| 14 de junho           | Alemanha Oriental     | 2 – 0                 | Austrália             |
| 18 de junho           | Austrália             | 0 – 3                 | Alemanha Ocidental    |
| 18 de junho           | Chile                 | 1 – 1                 | Alemanha Oriental     |

|  |                             |
|  | Classificada para a 2ª Fase |
|  | Eliminada                   |

## O jogo
A 22 de junho de 1974, no terceiro e último jogo do Grupo 1, as duas Alemanhas defrontaram-se: Oeste contra Este, Ocidente contra Oriente, RFA contra RDA. O Volksparkstadion em Hamburgo estava cheio com 60 mil pessoas. Este seria até hoje o único jogo em que se enfrentariam estas duas seleções, separadas desde 1961. Em plena Guerra Fria, Capitalistas e Socialistas cruzaram-se na prova mais importante de seleções. A RFA tinha tudo a seu favor. Jogava em casa, a seleção tinha a base do Bayern de Munique acabado de se sagrar Campeão Europeu (o primeiro de três títulos seguidos na Taça dos Campeões) e apresentava-se com figuras como Beckenbauer, Uli Hoeness, Gerd Müller e o guarda-redes Sepp Maier.
Do lado Oriental não se sabia muito, apenas que chegava a este jogo com 3 pontos – menos 1 que o rival do Ocidente – e ambas estavam já qualificadas para a segunda fase, porque o jogo Chile X Austrália começou às 16 horas e 30 minutos, antes do confronto das duas seleções alemãs (jogo marcado para às 19 horas e 30 minutos). Os chilenos precisavam vencer os australianos (eliminados) por mais de dois gols de diferença para ficar com o segundo lugar no grupo e a vaga para a próxima fase e torcer para que a Alemanha Ocidental vença a Oriental, ficou no empate de 0 a 0. Restava saber qual das duas alemãs terminaria o grupo em primeiro. O clima era tenso e o encontro com medidas de segurança inusitadas para uma partida onde se jogava mais do que futebol: a política também estava em jogo.
Tudo apontava para um empate quando a 13 minutos do final, Jürgen Sparwasser, jogador do Magdeburgo e engenheiro mecânico de 26 anos, aproveitou uma desatenção da defesa e conseguiu bater Sepp Maier com um remate dentro da área.
A Alemanha Oriental venceu o jogo e terminou em primeiro lugar em seu grupo e foi para a próxima fase disputar uma vaga na final tendo na chave: Argentina, Brasil e Holanda. A segunda colocada Alemanha Ocidental ia enfrentar na próxima fase: Polônia, Suécia e Iugoslávia.
Até hoje, é comum ouvir teorias da conspiração segundo as quais a equipe de Helmut Schön entregou o jogo para a Alemanha Oriental. Não por compaixão ou fraternidade, mas sim para cair em um grupo mais fácil na segunda fase da Copa do Mundo. O fato é que os alemães orientais conseguiram o feito de vencer e classificar-se na sua edição como pátria independente.
A teoria da conspiração jamais foi comprovada. No livro Tor! The Story of German Football (Gol! A História do Futebol Alemão), lançado em 2003, o jornalista Ulrich Hesse-Lichtenberger chama a teoria de “uma das alegações mais absurdas já feitas em relação ao futebol”. Nas palavras do autor: “A Alemanha Oriental não era um adversário normal e o jogo não era apenas uma partida qualquer, mas uma ocasião com ressonância histórica profunda”.
Em 1989, o muro seria derrubado, a Guerra Fria seria encerrada e, em 1990, as duas Alemanhas voltariam a ser reintegradas num só país.

## Detalhes
| 22 de junho de 1974 | Alemanha Oriental | 1 – 0     | Alemanha Ocidental | Hamburgo, Volksparkstadion                 |
| 19:30               | Sparwasser 77'    | Relatório |                    | Público: 60,350 Árbitro: URU Ramón Barreto |

| Alemanha Oriental | Alemanha Ocidental |

|                |    |                          |  |
|                |    |                          |  |
| GK             | 1  | Jürgen Croy 81'          |  |
| DF             | 3  | Bernd Bransch            |  |
| DF             | 4  | Konrad Weise             |  |
| DF             | 12 | Siegmar Wätzlich         |  |
| DF             | 18 | Gerd Kische              |  |
| MF             | 2  | Lothar Kurbjuweit        |  |
| MF             | 10 | Hans-Jürgen Kreische 84' |  |
| MF             | 13 | Reinhard Lauck           |  |
| MF             | 16 | Harald Irmscher 65'      |  |
| FW             | 14 | Jürgen Sparwasser 27'    |  |
| FW             | 20 | Martin Hoffmann          |  |
| Reservas:      |    |                          |  |
| DF             | 5  | Joachim Fritsche         |  |
| MF             | 6  | Rüdiger Schnuphase       |  |
| MF             | 7  | Jürgen Pommerenke        |  |
| FW             | 8  | Wolfram Löwe             |  |
| FW             | 9  | Peter Ducke              |  |
| FW             | 11 | Joachim Streich          |  |
| FW             | 15 | Eberhard Vogel           |  |
| MF             | 17 | Erich Hamann 65'         |  |
| DF             | 19 | Wolfgang Seguin          |  |
| GK             | 21 | Wolfgang Blochwitz       |  |
| GK             | 22 | Werner Friese            |  |
| Técnico:       |    |                          |  |
| Georg Buschner |    |                          |  |

|              |    |                              |  |
|              |    |                              |  |
| GK           | 1  | Sepp Maier                   |  |
| DF           | 2  | Berti Vogts                  |  |
| DF           | 3  | Paul Breitner                |  |
| DF           | 4  | Hans-Georg Schwarzenbeck 68' |  |
| DF           | 5  | Franz Beckenbauer            |  |
| MF           | 8  | Bernhard Cullmann            |  |
| MF           | 12 | Wolfgang Overath 69'         |  |
| MF           | 14 | Uli Hoeneß                   |  |
| FW           | 9  | Jürgen Grabowski             |  |
| FW           | 13 | Gerd Müller                  |  |
| FW           | 15 | Heinz Flohe                  |  |
| Reservas     |    |                              |  |
| MF           | 6  | Horst-Dieter Höttges 68'     |  |
| MF           | 7  | Herbert Wimmer               |  |
| MF           | 10 | Günter Netzer 69'            |  |
| FW           | 11 | Jupp Heynckes                |  |
| MF           | 16 | Rainer Bonhof                |  |
| FW           | 17 | Bernd Hölzenbein             |  |
| FW           | 18 | Dieter Herzog                |  |
| FW           | 19 | Jupp Kapellmann              |  |
| MF           | 20 | Helmut Kremers               |  |
| GK           | 21 | Norbert Nigbur               |  |
| GK           | 22 | Wolfgang Kleff               |  |
| Técnico:     |    |                              |  |
| Helmut Schön |    |                              |  |

| Árbritos Auxiliares: Armando Marques (CBD) Luis Pestarino (AFA) |

| Classificação Final do Grupo 1                      | Classificação Final do Grupo 1 | Classificação Final do Grupo 1 | Classificação Final do Grupo 1 | Classificação Final do Grupo 1 | Classificação Final do Grupo 1 | Classificação Final do Grupo 1 | Classificação Final do Grupo 1 | Classificação Final do Grupo 1 | Classificação Final do Grupo 1 |
| Pos                                                 | Seleção                        | Pts                            | J                              | V                              | E                              | D                              | GP                             | GC                             | SG                             |
| --------------------------------------------------- | ------------------------------ | ------------------------------ | ------------------------------ | ------------------------------ | ------------------------------ | ------------------------------ | ------------------------------ | ------------------------------ | ------------------------------ |
| 1                                                   | Alemanha Oriental              | 5                              | 3                              | 2                              | 1                              | 0                              | 4                              | 1                              | +3                             |
| 2                                                   | Alemanha Ocidental             | 4                              | 3                              | 2                              | 0                              | 1                              | 4                              | 1                              | +3                             |
| 3                                                   | Chile                          | 2                              | 3                              | 0                              | 2                              | 1                              | 1                              | 2                              | –1                             |
| 4                                                   | Austrália                      | 1                              | 3                              | 0                              | 1                              | 2                              | 0                              | 5                              | –5                             |
| *Notas: 2 pontos para o vencedor e 1 para o empate. |                                |                                |                                |                                |                                |                                |                                |                                |                                |

| Resultados do Grupo 1 | Resultados do Grupo 1 | Resultados do Grupo 1 | Resultados do Grupo 1 |
| --------------------- | --------------------- | --------------------- | --------------------- |
| 14 de junho           | Alemanha Ocidental    | 1 – 0                 | Chile                 |
| 14 de junho           | Alemanha Oriental     | 2 – 0                 | Austrália             |
| 18 de junho           | Austrália             | 0 – 3                 | Alemanha Ocidental    |
| 18 de junho           | Chile                 | 1 – 1                 | Alemanha Oriental     |
| 22 de junho           | Austrália             | 0 – 0                 | Chile                 |
| 22 de junho           | Alemanha Oriental     | 1 – 0                 | Alemanha Ocidental    |

|  |                              |
|  | Classificadas para a 2ª Fase |
|  | Eliminadas                   |